# بو نيلسون
بو نيلسون (بالسويدية: Bo Nilsson)‏ هو ملحن سويدي، ولد في 1 مايو 1937 في سكيلفتيا في السويد، وتوفي في 25 يونيو 2018.

## وصلات خارجية
- بو نيلسون على موقع IMDb (الإنجليزية)
- بو نيلسون على موقع ميوزك برينز (الإنجليزية)
- بو نيلسون على موقع ديسكوغز (الإنجليزية)